# Det som var
Det Som Var är en samlingsskiva (släppt av KfLP(r), innehållandes demokassetter som Varnagel har gjort. Den innehåller låtar från Marknadsromantik, Ledarskap, karriär och kompetens och En ny tid och gavs ut 2005.

## Låtlista
1. Hon står där (2:55)
2. Människormarknad (4:15)
3. På egna ben (3:50)
4. Som igår (2:35)
5. Vem är du (3:31)
6. Den gamla hunden (0:15)
7. Jättens dans (2:33)
8. Patridiot (2:38)
9. Rutor (2:46)
10. Samtidens kärlek (2:41)
11. Svin av vår tid (3:04)
12. Fastän ni ler (4:21)
13. Kärlekssaga (1:30)
14. Tröttango (2:45)
15. Kval på vägen (2:29)
16. Teknokratiasevangeliet (3:19)
17. Två för en (2:50)
18. Gråt och skjut (3:35)